# Francisco Javier Borrego Borrego
Francisco Javier Borrego Borrego (* 21. září 1949 Sevilla) je španělský právník a bývalý soudce Evropského soudu pro lidská práva.
Právnická studia ukončil v roce 1970. Funkci soudce Evropského soudu pro lidská práva zastával v letech 2003-2008. Předtím působil v jiných orgánech Španělska a Rady Evropy, zabývajících se lidskými právy. Angažoval se též v práci Červeného kříže.
Hodnotově je soudce Borrego Borrego spíše konzervativní.
Je ženatý a má tři děti.